# 拉托娜蟾屬
拉托娜蟾屬（學名：Latonia）是兩棲綱無尾目盤舌蟾科的一屬，其下的物種除了巴勒斯坦鈴蛙之外皆已滅絕，因此巴勒斯坦鈴蛙有活化石的稱號。本屬的化石物種存在於漸新世到上新世的歐洲。

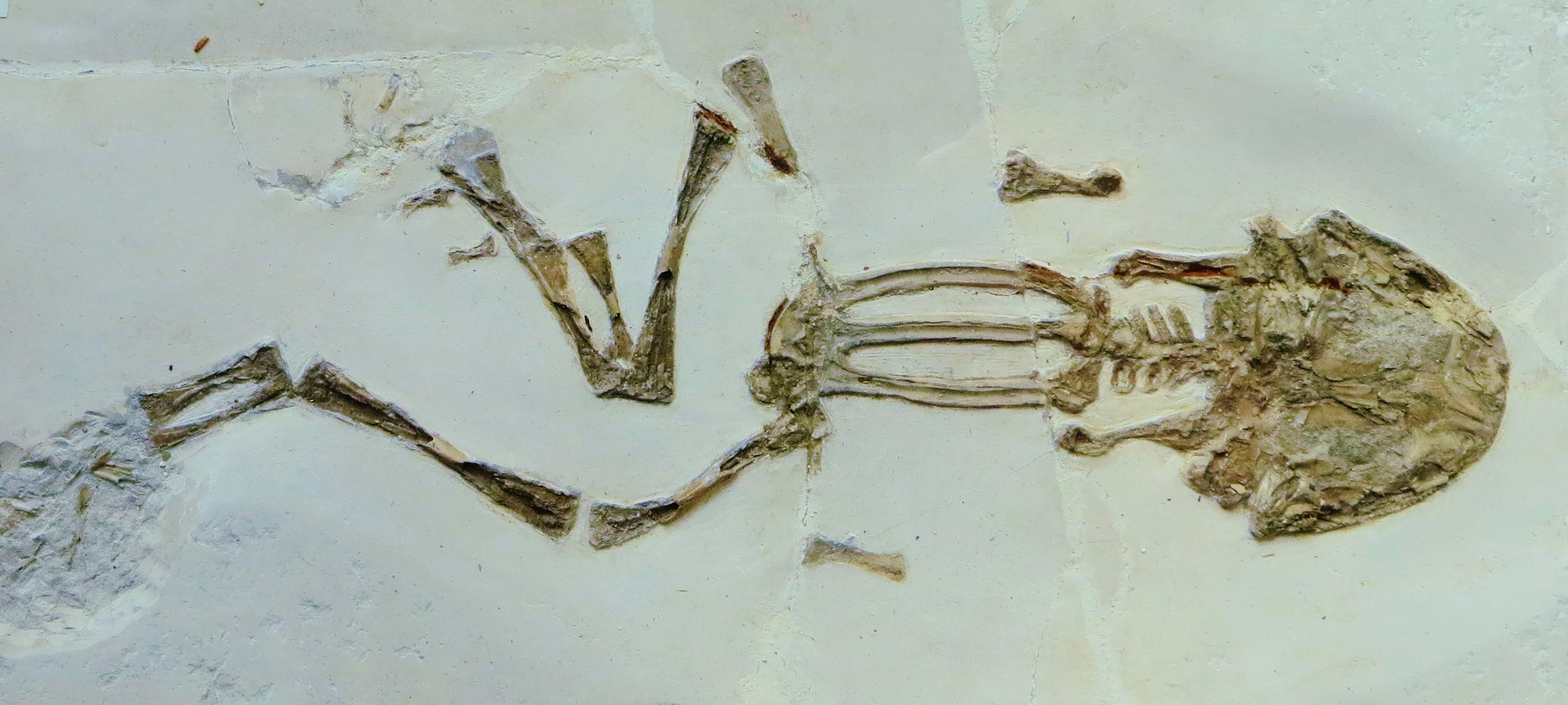
L. seyfriedi的化石

## 下属物种
本属包括以下物种：
- 巴勒斯坦鈴蛙 Latonia nigriventer (Mendelssohn & Steinitz, 1943) [3]
- †Latonia seyfriedi
- †Latonia giganteas
- †Latonia vertaizoni
- †Latonia ragei